# Герб Бобровиці
Герб Бобро́виці — геральдичний символ міста Бобровиця Бобровицького району Чернігівської області (Україна). 
Наразі місто не має герба.

## Історія
У XVIII ст. місто мало статус ратушного містечка і вживало свій герб.

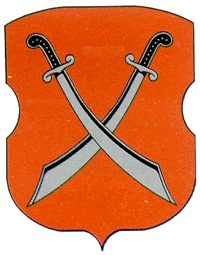
Герб Бобровиці (реконструкція)(1767)
Герб Бобровиці (реконструкція)(1767)